# Novomoskovsk
Novomoskovsk (ru. Новомосковск) este un oraș din regiunea Tula, Federația Rusă, cu o populație de 134.081 locuitori.